# Пизанелло
Анто́нио ди Пу́ччо Пиза́но, или Анто́нио Пизане́лло (итал. Antonio di Puccio Pisano, Antonio Pisanello; ок. 1392—1395, Пиза — вероятно, 1455, Рим) — один из наиболее выдающихся художников периода кватроченто эпохи итальянского Возрождения.

## Биография
Пизанелло родился в семье суконщика Пуччо ди Джованни да Черетта. После его смерти вдова Изабета с сыном Антонио переехала в свой родной город — Верону. Первым учителем будущего художника стал Стефано да Верона, позднее его наставником и другом был Джентиле да Фабриано. С да Фабриано Пизанелло в 1409—1415 годах в Венеции работал над украшением Зала Большого совета во Дворце Дожей (оформление зала погибло при пожаре в 1577 году). После внезапной смерти Джентиле (1427) Пизанелло продолжил начатую им роспись базилики Сан Джованни ин Латерано (не сохранилась). В 1420-х годах работал над фресками в замке Висконти в Павии — этот фресковый цикл погиб во время войны с Францией в 1527 году.
В декабре 1439 года принял участие в войне против Венецианской республики: в составе войск Джанфранческо I Гонзага осаждал Верону. Вскоре после освобождения Вероны власти Венеции запретили находиться художнику на её территории, а в 1442 году заочно приговорили к конфискации имущества и лишению языка «за клевету на республику и произнесение порочащих правительство слов». Лишь благодаря высокопоставленным друзьям Пизанелло избежал наказания.
В 1441—1444 годах художник, которому запрещено было жить на венецианских землях, работал при дворе герцога Феррары Лионелло д'Эсте.
В 1445 году закончил картину «Мадонна и младенец с двумя святыми».
В 1448 году Пизанелло был приглашён в Неаполь королём Альфонсо Арагонским.

После 1450 года сведений о Пизанелло нет. Часть биографов считает, что он умер именно в этом году. Большинство же полагает, что Пизанелло умер в 1455 году, опираясь на письмо Карло Медичи (сына Козимо), который писал брату Джованни в октябре этого года:
Я купил на днях около тридцати медалей, очень красивых, у ученика Пизанелло, который умер в эти дни…
Произведения Пизанелло можно увидеть в художественных собраниях Бергамо, Лондона, Парижа и Вены.

## Наследие

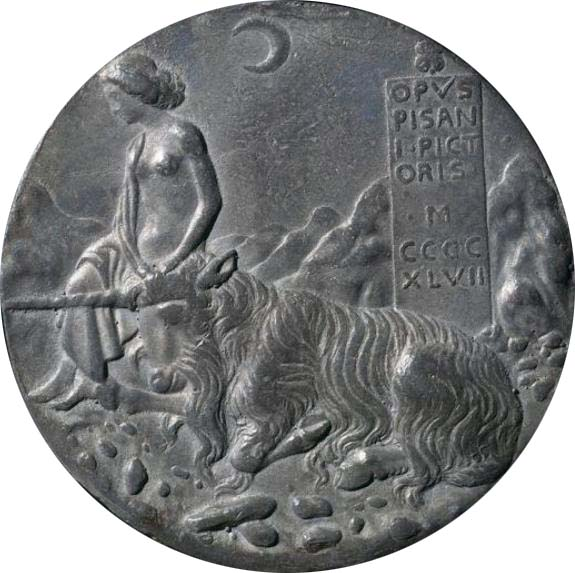
Памятная медаль Пизанелло с изображением Сесиллы Гонзага. Национальная галерея искусства. Вашингтон

Судьба Пизанелло-художника при жизни сложилась удачно: он пользовался огромной популярностью, работал почти для всех правителей Италии, его творчеству посвятил поэму Гуарино да Верона. Но в середине XV века вместе с ростом интереса к классике и распространением гуманистических идей мода на позднеготический романтизм Пизанелло прошла.
Из фресок, созданных Пизанелло, сохранились лишь две. Одна в Вероне в церкви Санта Анастасия. Вторая — незавершённая роспись так называемого «Зала Пизанелло» (одного из залов Палаццо Капитано в Мантуанском дворцовом корпусе) на тему средневековых легенд о короле Артуре и его рыцарях. Авторство Пизанелло было определено лишь в середине 1960-х годов. Самое же значительное произведение художника, созданное в 1420-х годах и дошедшее до нашего времени, — живописная часть надгробия Никколо Бренцони в церкви Сан-Фермо-Маджоре в Вероне.
Большая часть станковой живописи Пизанелло утрачена. Из ранних его работ только относительно «Мадонны с куропаткой» авторство Пизанелло установлено точно. С «феррарским периодом» творчества художника связаны самые ранние из известных сегодня ренессансных портретов — «Портрет Лионелло д’Эсте» и «Портрет принцессы из дома д’Эсте».
К медальерному искусству Пизанелло обратился уже будучи зрелым художником. Первая медаль авторства Пизанелло (изображение Иоанна VIII Палеолога) датируется 1438 годом. Этот год считается годом рождения ренессансного медальерного искусства. Популярность его объясняется возросшим в то время интересом к античной культуре. Многие высокопоставленные особы коллекционировали древние медали и геммы.

## Портретный жанрв творчестве Пизанелло

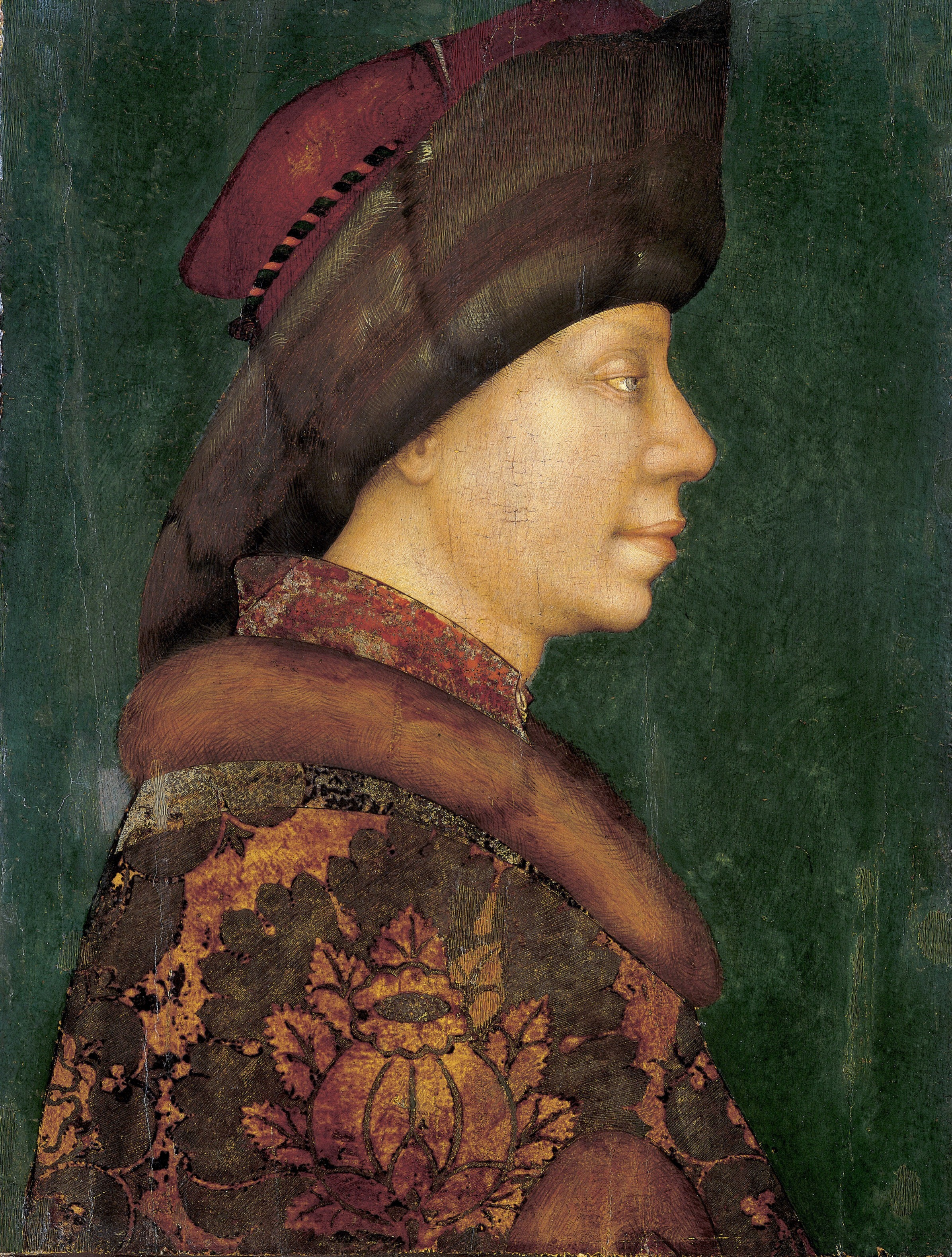
Пизанелло (?). Мужской портрет, Генуя, Палаццо Россо.

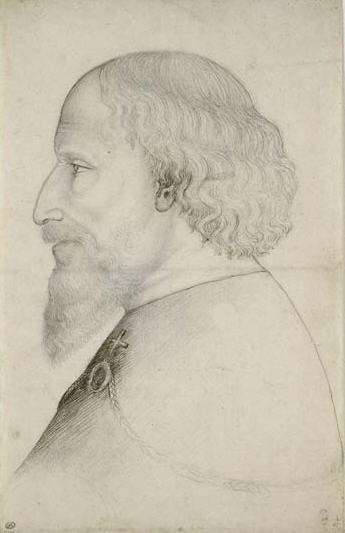
Пизанелло. Рисунок с изображением императора Сигизмунда

Пизанелло, также как и Джентиле, был выразителем уходящих в прошлое идеалов рыцарской жизни. Он был прекрасным рисовальщиком и сочетал в своих работах сказочную фантазию и наблюдательность, стилизованную декоративность и натурализм деталей, став последним художником готики и первым Ренессанса. Если в живописи он ещё переходный мастер, то в медалях 1440-х годов — уже бесспорный портретист Возрождения. Первые сведения о нём как портретисте относятся к 1415-22 годам, когда он работал над росписью зала Большого совета в Палаццо Дожей в Венеции. Но портреты в этих несохранившихся фресках, скорее всего, не отличались по стилю от тех, что создавал Альтикьеро и его ученики в конце XIV века. Затем Пизанелло работал в Вероне в 1420-х годах («Мадонна с куропаткой», фреска «Благовещение» из Сан-Фермо), и в этих работах видна его тесная связь с поздней готикой Милана (Микелино да Безоццо) и Вероны (Стефано да Верона). Возможно, будучи в Павии и Мантуе в эти годы, он уже выступал как придворный портретист. Он много ездил (возможно, во Флоренцию как помощник Джентиле да Фабриано) и в Рим (где он заканчивал за ним фрески), и это расширило его кругозор. В Риме он познакомился с памятниками античности и увидел портреты Джентиле и Мазолино.
В Верону он вернулся в 1433 году уже зрелым мастером с реалистичным пониманием портрета. В этот период созданы его наброски к портретам императора Сигизмунда и его приближенных (сам портрет императора написан неизвестным богемским мастером). Мужской профильный портрет из Палаццо Россо в Генуе, скорее всего, его работы, дошёл с большими утратами и смытостями, но сохранил общий декоративный эффект ранних профильных портретов. Однако его атрибуцию признать бесспорной всё же нельзя, поэтому о портретном жанре Пизанелло твёрдо судить можно только по двум портретам представителей династии Эсте.

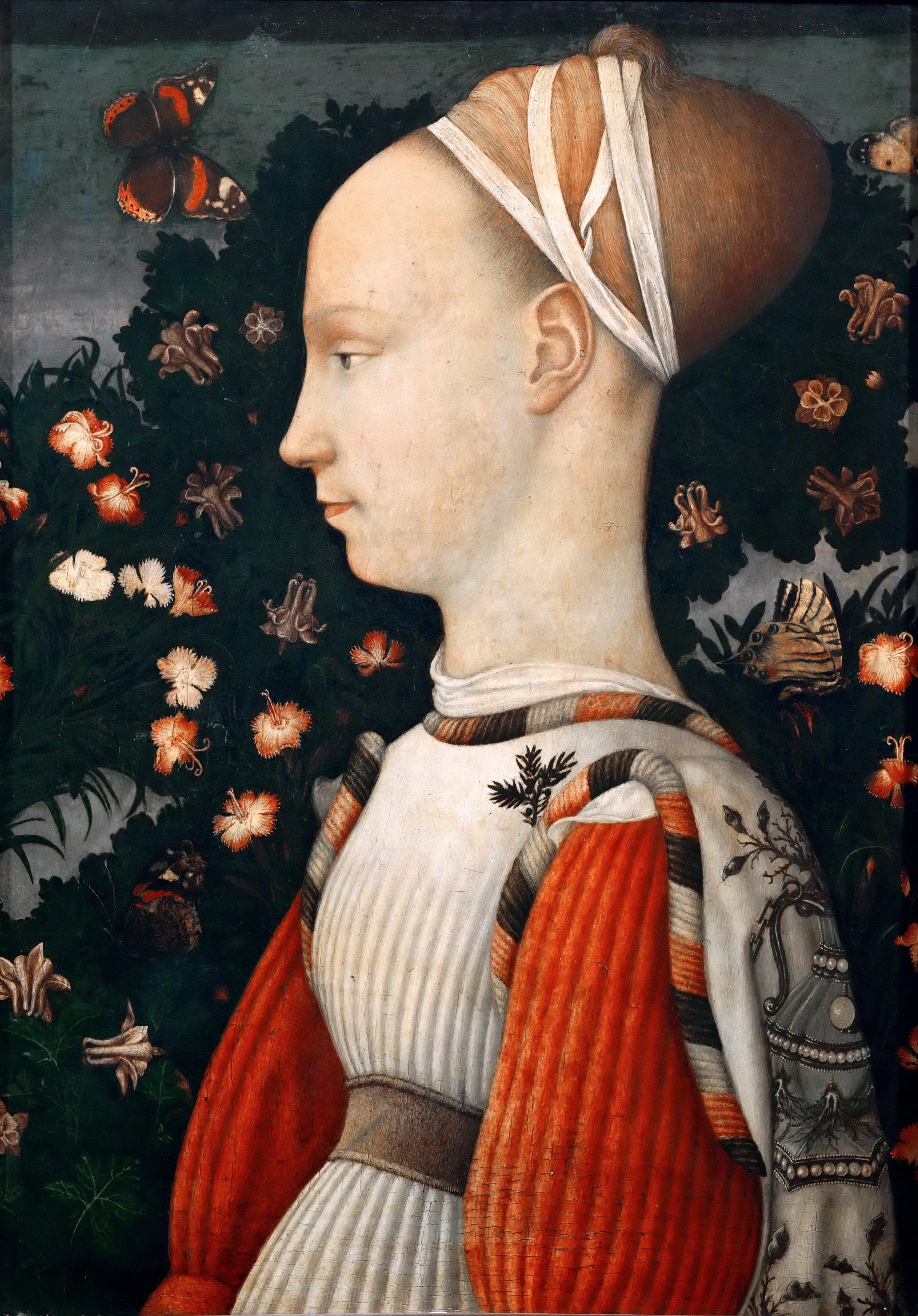
Пизанелло. Портрет принцессы из дома Эсте (Джиневры)

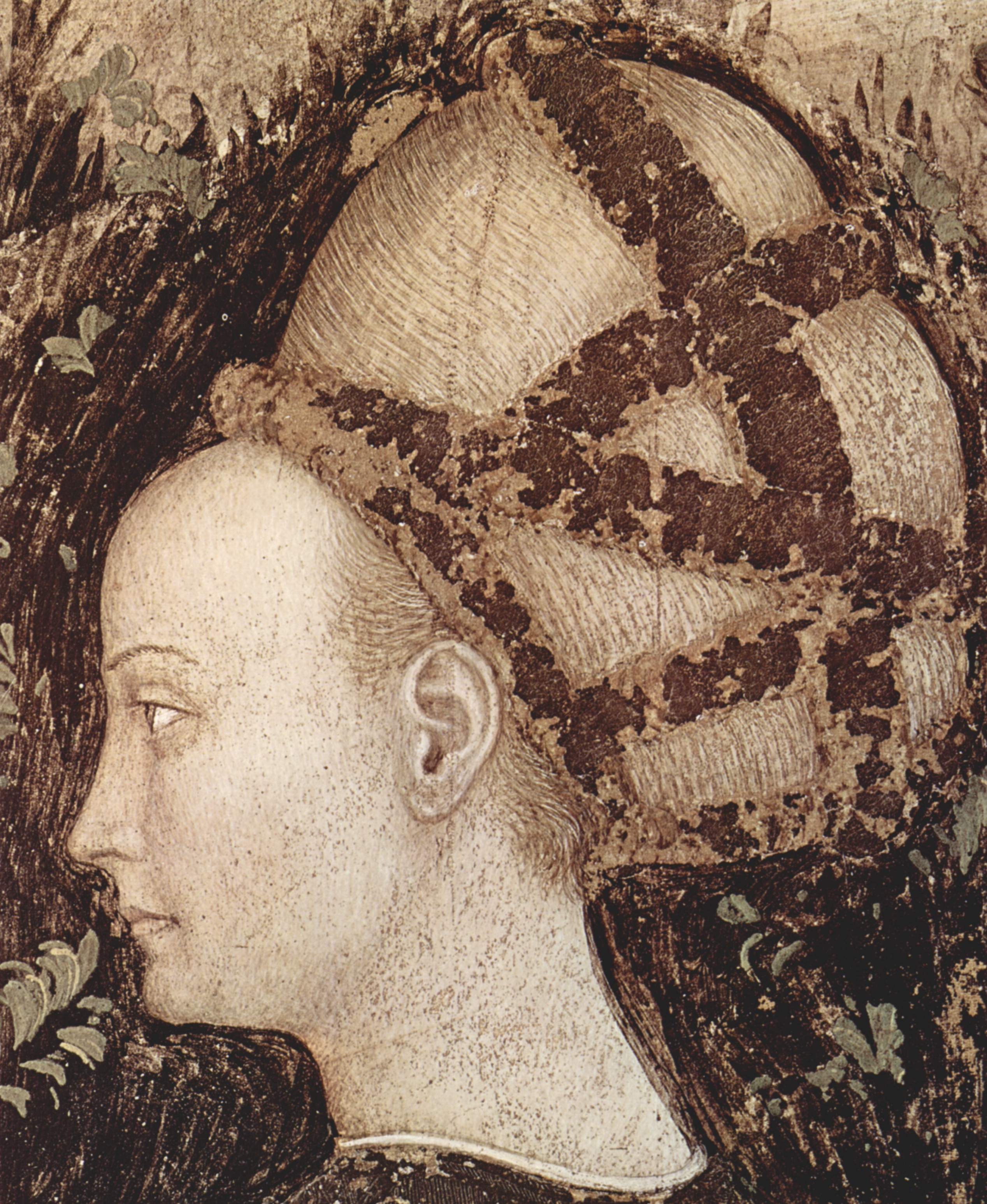
Пизанелло. «Святой Георгий и дракон», фрагмент с головой принцессы

Одно время считалось, что это парные портреты Лионелло д’Эсте и его жены Маргариты Гонзага, но они не совпадают по размеру и обрезу. Возможно, женщина, на рукаве которой вышита ваза, символ Эсте, — родная сестра Лионелло Джиневра, так как за отворот её платья заткнута ветка можжевельника (итал. ginepro). На примере этого портрета можно увидеть специфические отличия придворного портретного искусства Северной Италии от понимания портрета флорентийцами. Пизанелло пишет принцессу в профиль, с лёгким поворотом плеч, взяв композицию франко-бургундского круга; но не показывает, в отличие от них, рук и вместо нейтрального фона даёт сложный декоративно-пейзажный мотив. Девушка изображена будто в беседке. Профиль и фон образуют единое декоративное целое, картина напоминает шпалеру. Близкую аналогию к этому портрету можно видеть в образе принцессы из «Святого Георгия и дракона» (1436-38, Санта Анастазия) — светлый профиль передан на фоне плотной зелени, с её рисунком перекликается узор платья и убора. Для этой фрески сохранился набросок женской головы — он натурный, но Пизанелло переработал его в сторону большей идеализации.

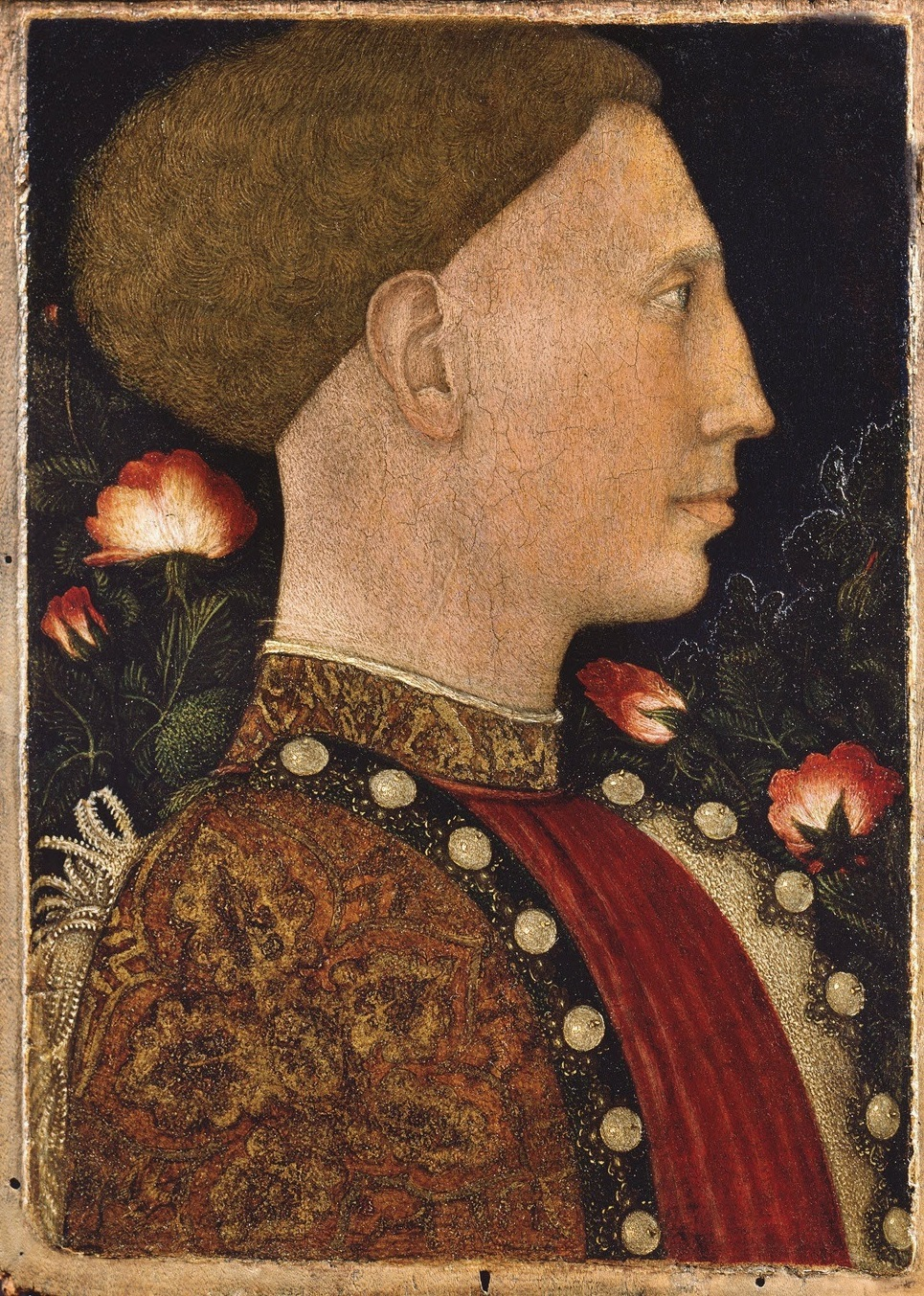
Пизанелло. Портрет Лионелло д'Эсте

Портрет Лионелло написан несколько лет спустя образа его сестры, что очевидно по эволюции мастерства художника — появилось нечто новое в формальном и идейном отношении. Профиль скомпонован более по-«медальерному», фон — не ковровый, а приглушённый. Заказчик был большим любителем Юлия Цезаря — как его сочинений, так и изображений древнеримских бронзовых монет, и это отразилось на кругозоре Пизанелло. В качестве свадебного подарка ещё в 1435 году художник послал Лионелло «Портрет Юлия Цезаря» — футляр в виде книги с крышкой, внутри которой находилась маленькая картина с изображением Цезаря на доске в золочёной рамке (не сохранился). Будучи в Риме Пизанелло, подобно Джентиле да Фабриано, много зарисовывал антики. Сохранилась большая группа рисунков круга обоих художников, где классические мотивы римских саркофагов трактованы ещё с заметной готической стилизацией; интерес к ним был унаследовал от поверхностного «классицизма», который бытовал среди художников позднего треченто (например, Альтикьеро) и простодушного любопытства ломбардских готических рисовальщиков-собирателей. Но более поздние рисунки Пизанелло более глубоки, этому способствовало его непосредственное знакомство с идеями ренессансных гуманистов. В Ферраре он сблизился с Гуарино да Верона, которому подарил «Святого Иеронима», а тот в ответ посвятил ему восторженную латинскую поэму. Наверняка он также встречался и с Леоном Баттиста Альберти и должен был знать его медальерный профильный автопортрет. Таким образом, контакты с гуманистами прямо сказались в медальерном искусстве Пизанелло, но и в живописном портрете Лионелло можно уловить реминисценции классического идеала (трактованного образа Цезаря). Виден в портрете и другой аспект личности модели — придворная рыцарская культура, изысканная роскошь, турниры, строгий церемониал двора (типичные черты феодального общества). Феррара по своей роскоши уподоблялась бургундскому двору периода «Осени Средневековья» и на протяжении всего Возрождения оставалась главным центром куртуазной культуры.

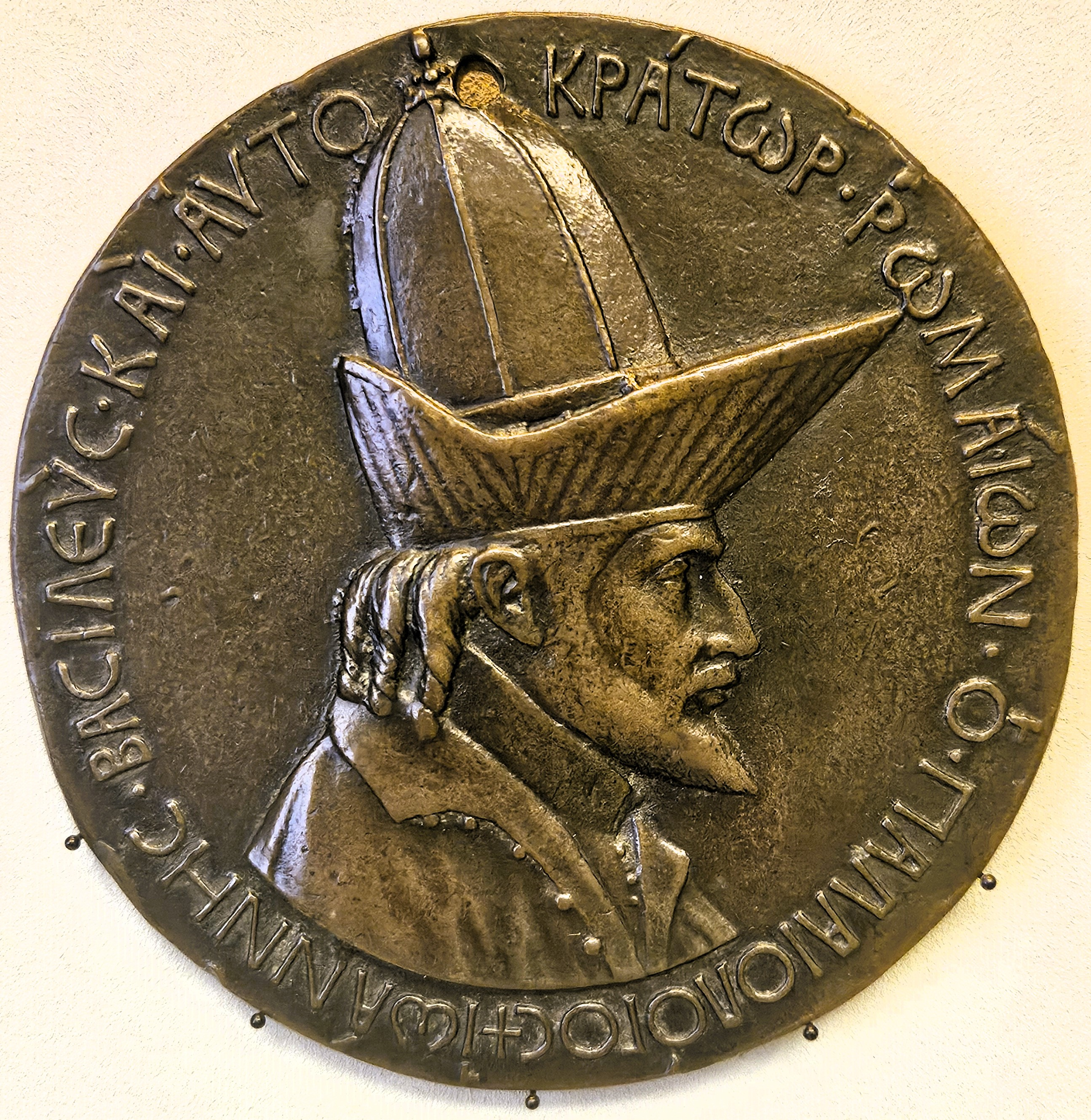
Иоанн VIII Палеолог
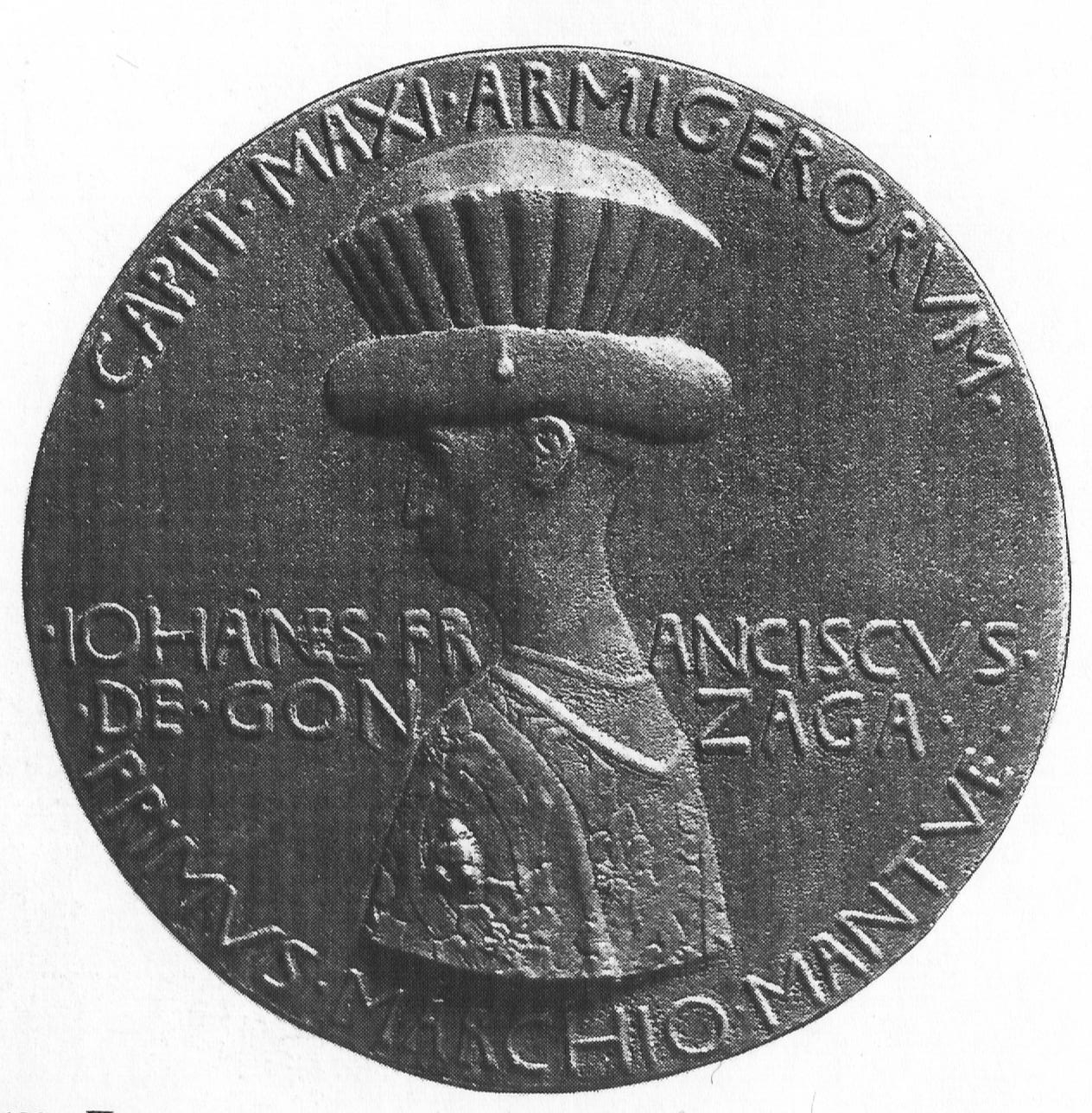
Джанфранческо Гонзага
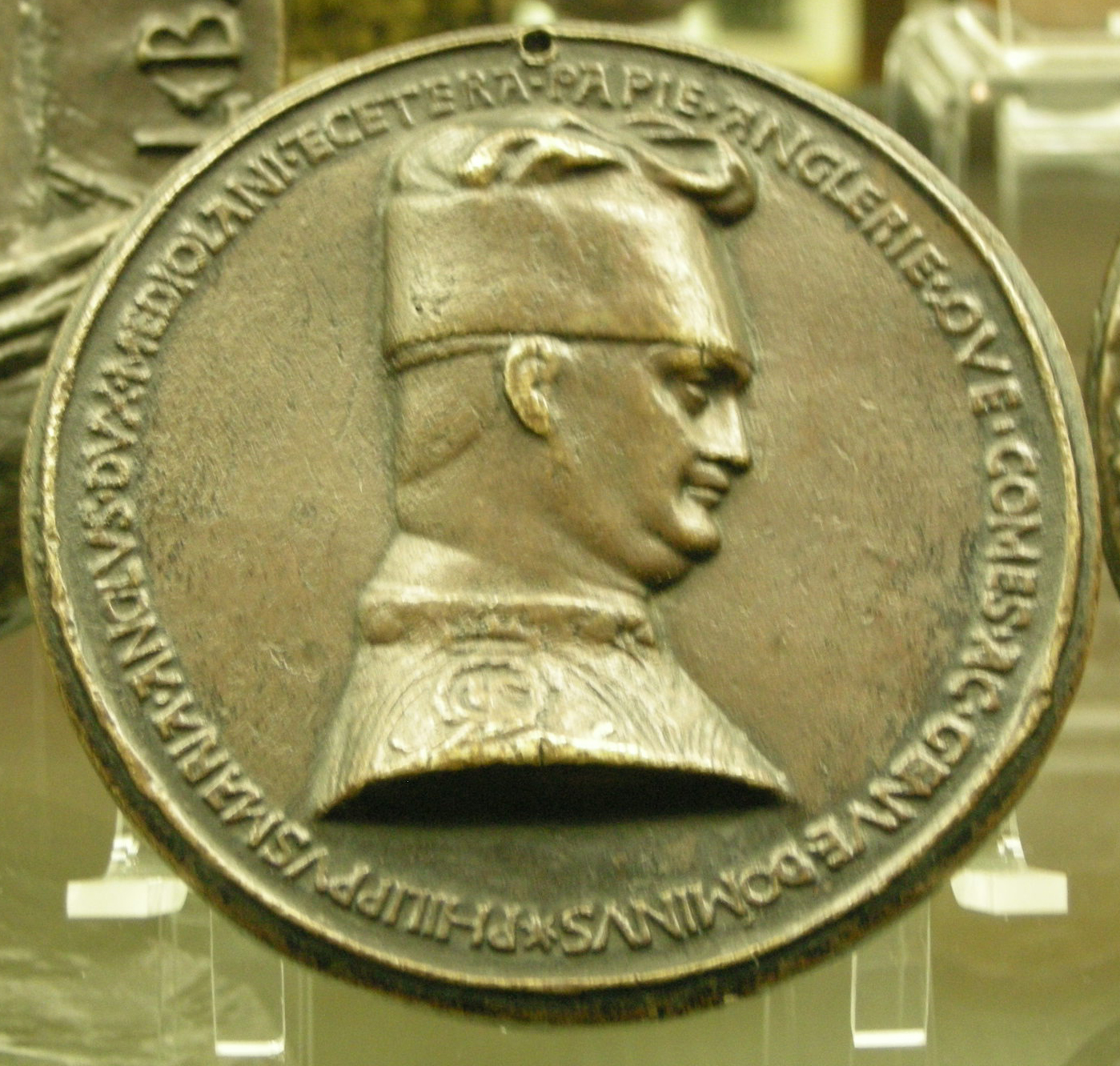
Филиппо Мария Висконти
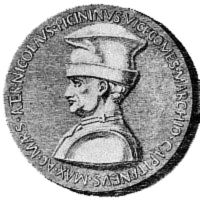
Никколо Пиччинино

Пизанелло писал этот портрет, уже имея немалый опыт в медальерном искусстве, и этот новый дух классически-героизированной интерпретации личности (который постепенно выступает в ранних медалях) отразился теперь и в живописном портрете. Этот новый антикизирующий идеал ляжет в основу всего медальерного стиля Пизанелло 1440-х годов. С того момента, как в 1438 году он отлил свою 1-ю медаль (в честь императора Иоанна VIII Палеолога), пути развития живописного и медальерного портрета в его творчестве тесно переплетаются. Его медаль Джанфранческо I Гонзага (1439) по стилю ещё близка его живописи, но в последующих медалях (Никколо Пиччинино, Филиппо Мария Висконти, Франческа Сфорца; 1441-42) намечается переход к новому пониманию портретного образа.
Этот тип, который закреплён в живописном портрете, прямо повторён мастером в свадебной медали Лионелло д’Эсте (1444), затем развиваясь в медалях Сиджизмондо Малатеста (1445), Доменико Новелло Малатеста (1445), Лодовико Гонзага (1447). А портрет Чечилии Гонзага (1447), наоборот, обнаруживает связь с менее классической традицией женских портретов Пизанелло. С профилем Чечилии Гонзага перекликается образ дамы с одной из незаконченных фресок Палаццо Дукале. Выработке единого портретного стиля Пизанелло 1440-х годов способствовало то, что медальерные и живописные портреты он делал по одним и тем же рабочим зарисовкам с натуры. Причем маленькие медальерные портреты легко воспроизводились в крупных рисунках.

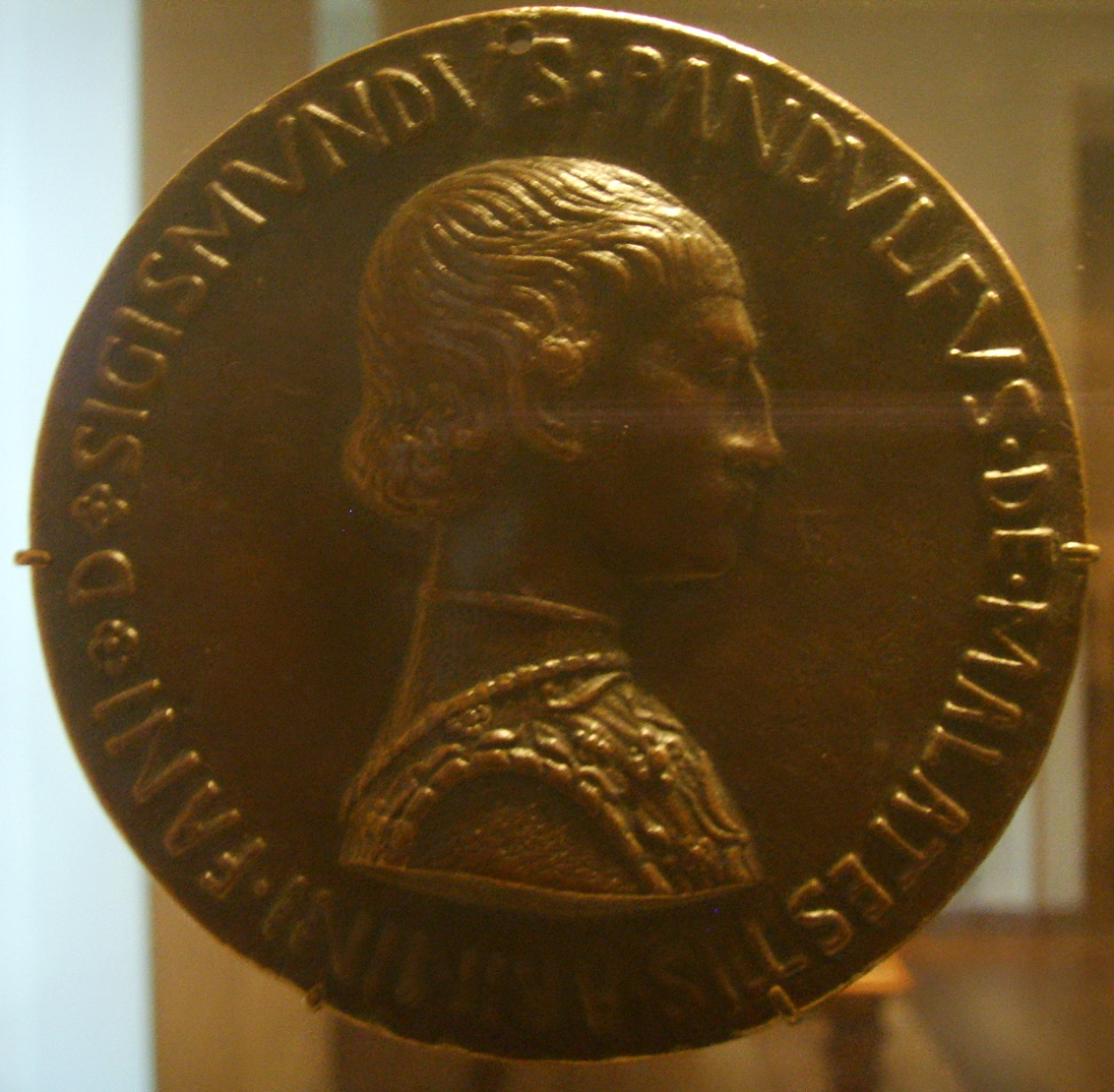
Сиджизмондо Малатеста
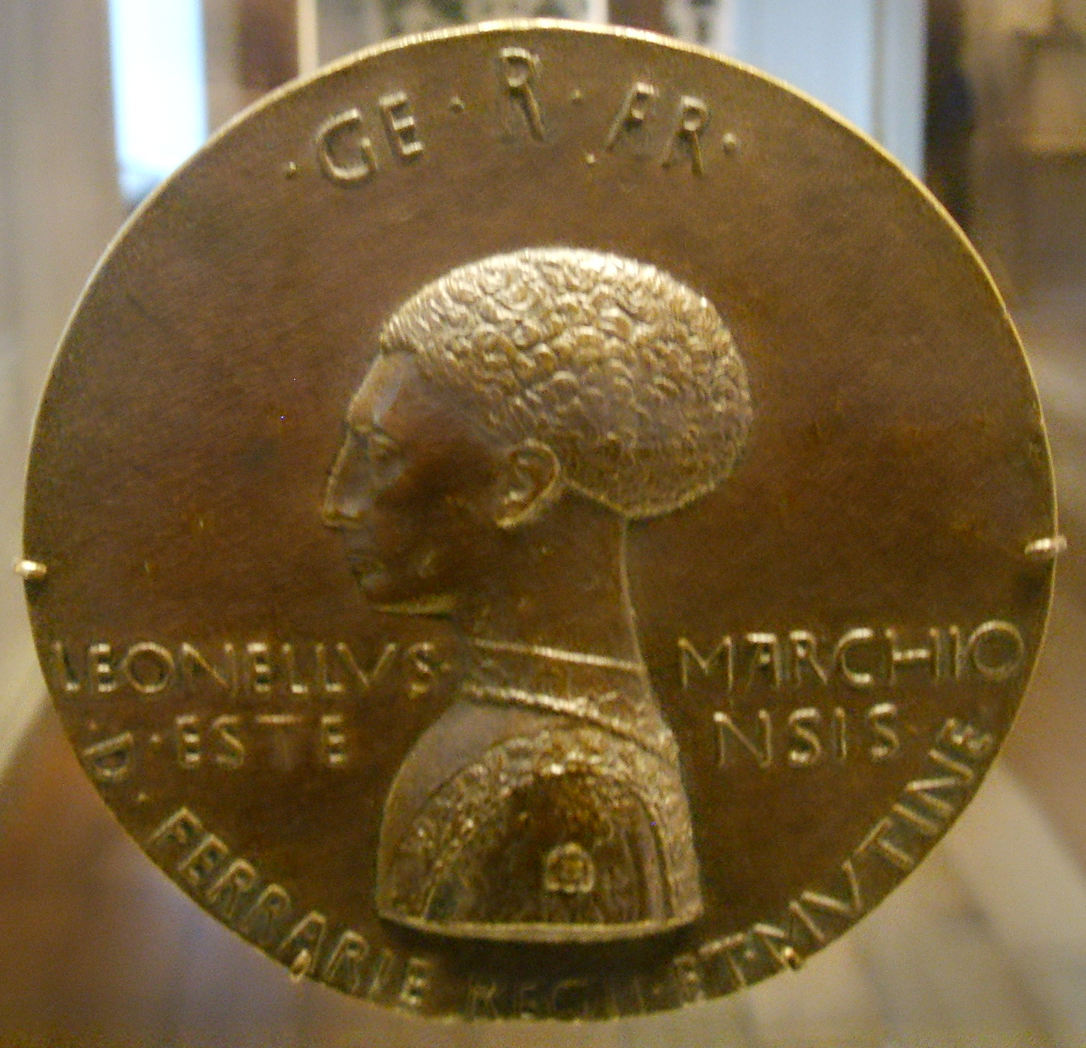
Свадебная медаль Лионелло д'Эсте, 1444
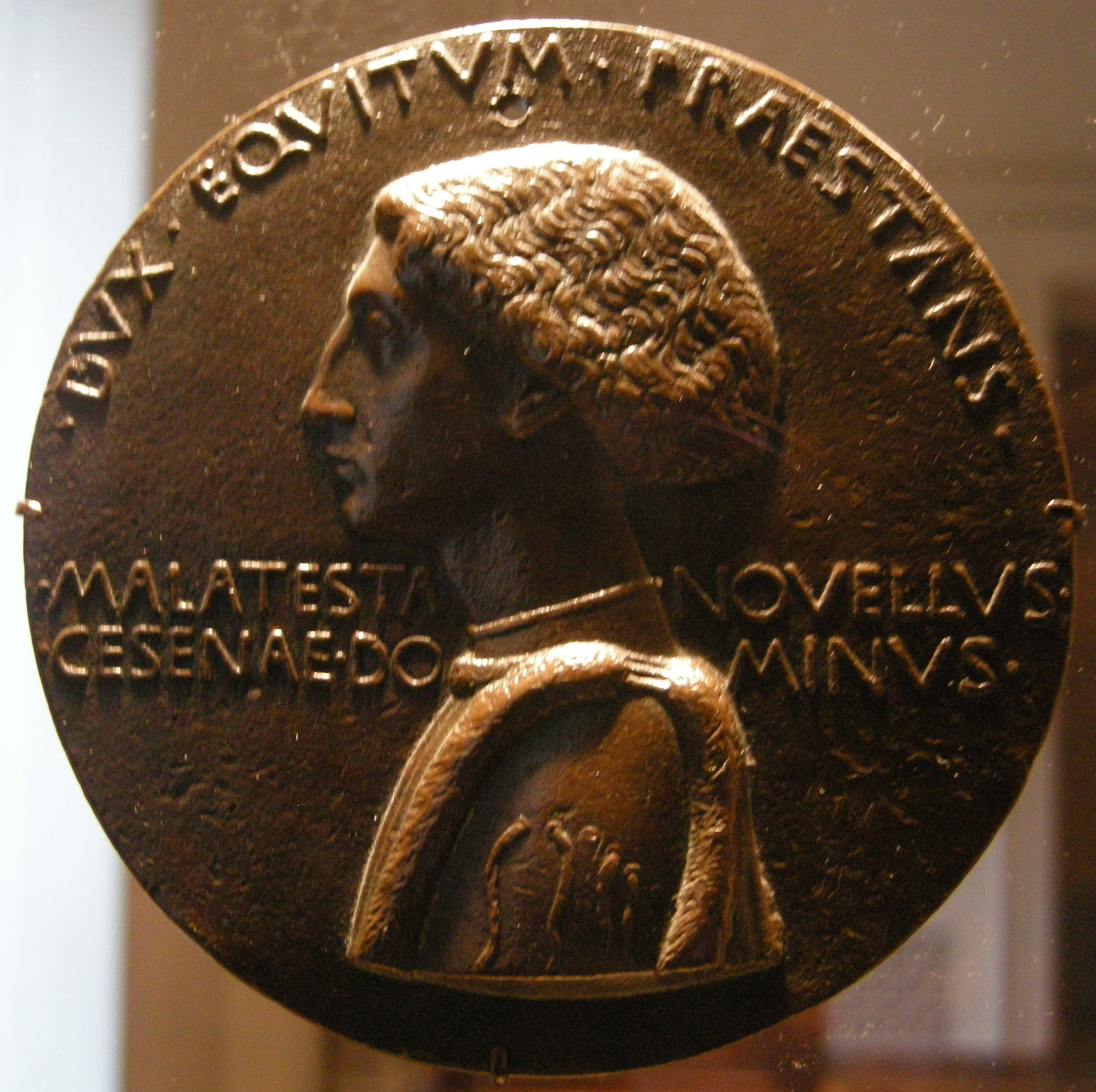
Доменико Новелло Малатеста
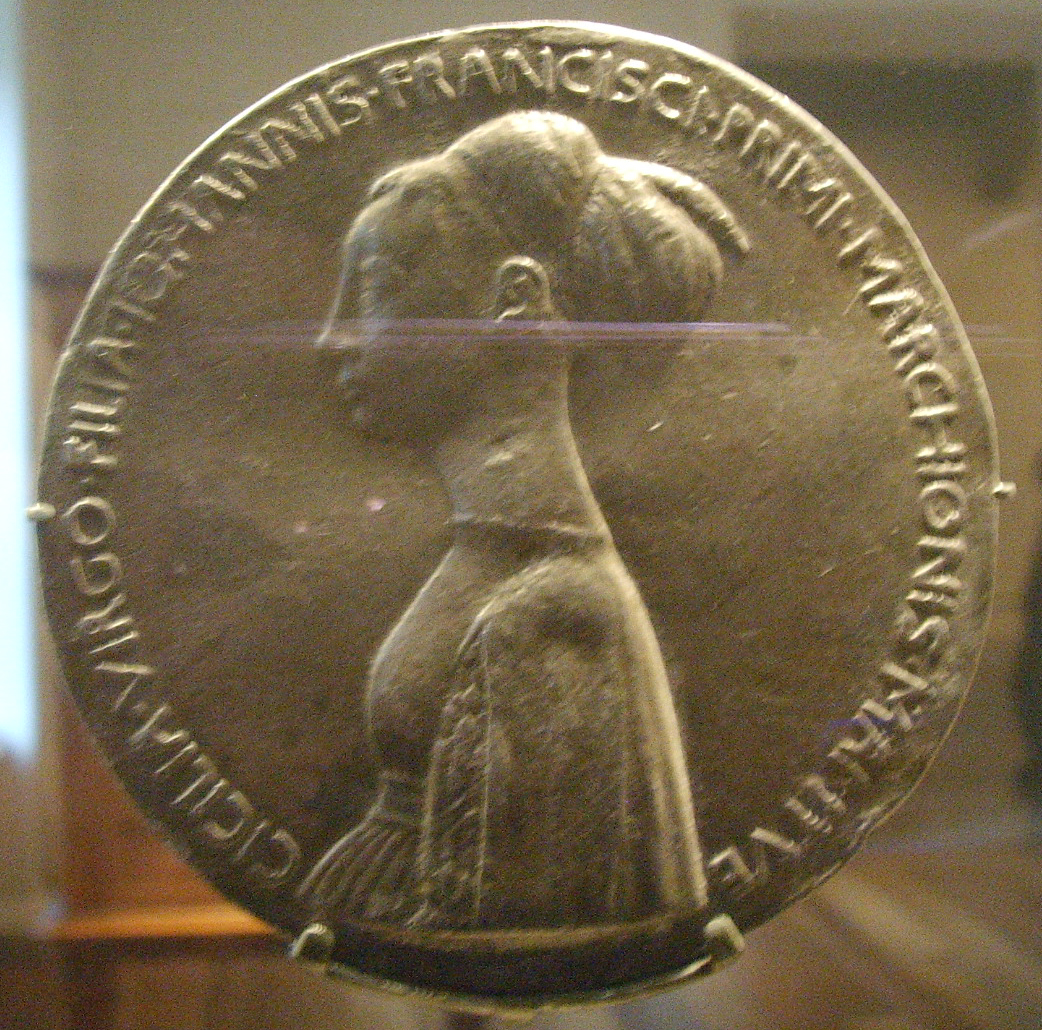
Чечилия Гонзага

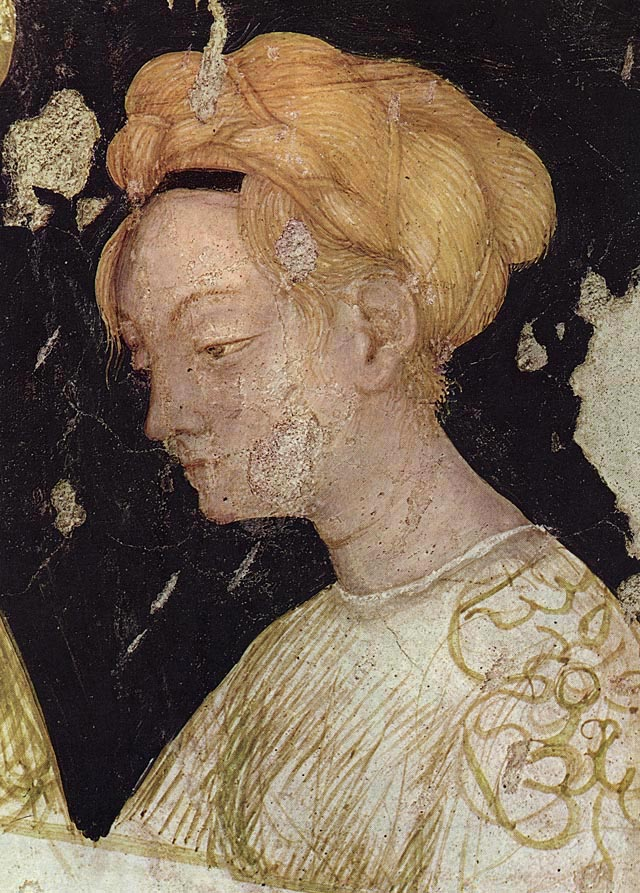
Пизанелло. Портрет (?) дамы. Деталь незаконченной фрески «Зала Пизанелло». Ок. 1447, Мантуя, Палаццо Дукале

Несомненно, Пизанелло писал и другие живописные портреты, но ни один из них не сохранился. Однако его галерея медалей включает изображения Витторино да Фельтре (ок. 1446) и Пьера Кандидо Дечембрио (1447-8) — не только государей, но и гуманистов. В них сочетается индивидуализация портретной характеристики с растущей героической «антикизацией» образа, которая достигает кульминации в трёх медалях Альфонсо V Арагонского (1449). Эволюция живописных портретов, вероятно, шла сходным образом. Идейная и художественная специфика позднего портрета Пизанелло, по мнению Гращенкова, особенно непосредственно отразилась в его последней работе — портрете Иниго д’Авалоса (1449). В отличие от большинства других его медалей, где профиль располагался в центре диска, оставляя место для надписей, тут портрет плотно вписан в поле. Портретное изображение тут вдвое превышает привычный масштаб — это уже барельефный портрет, который в уменьшенном виде повторяет особенности станковой композиции. В обобщённом рисунке чеканного профиля соединяется эстетика портрета, выработанная в республиканской Флоренции, с гуманизированной эстетикой придворного портрета. Герб и эмблемы модели убраны на реверс.

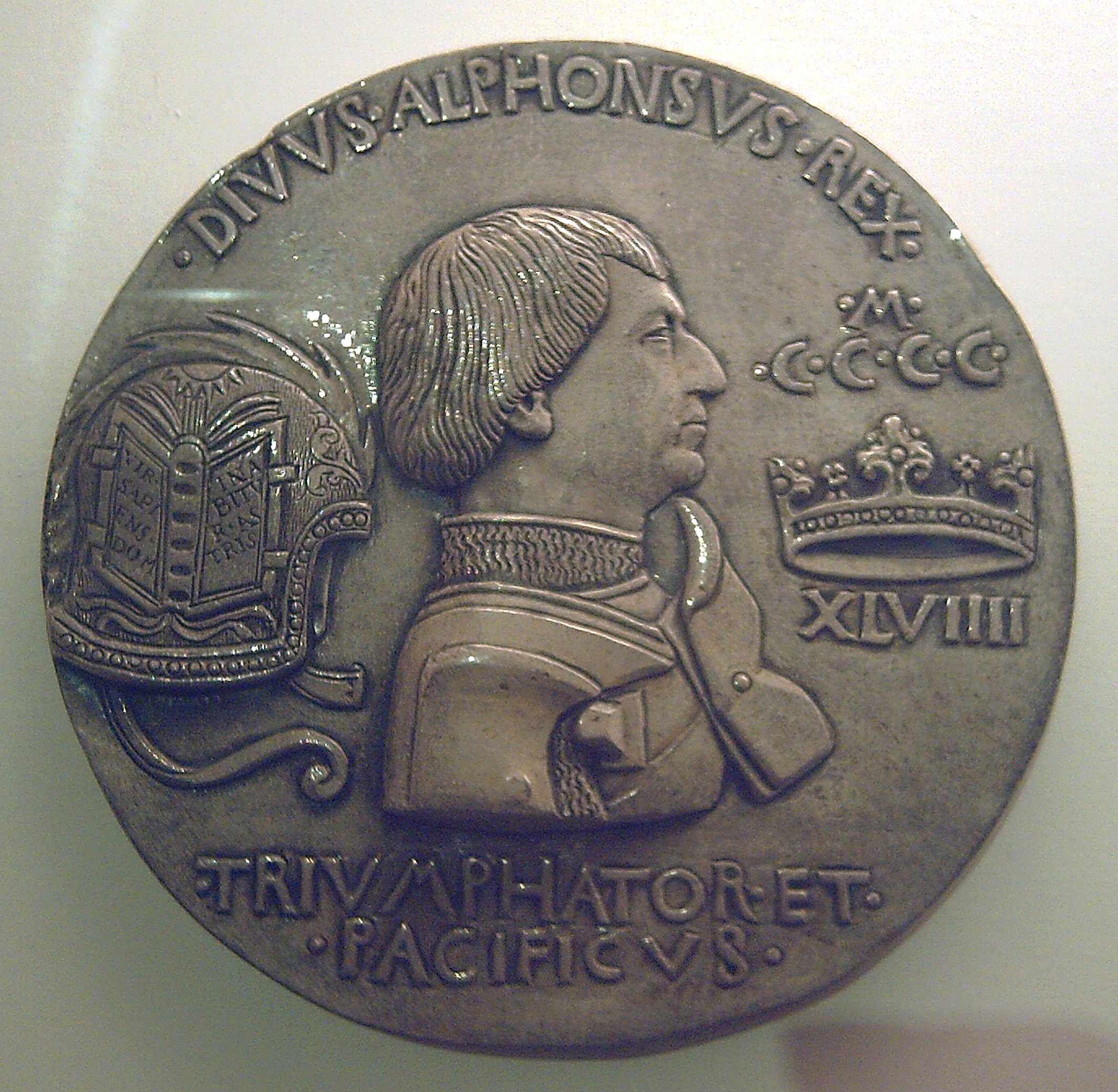
Альфонсо V Арагонский
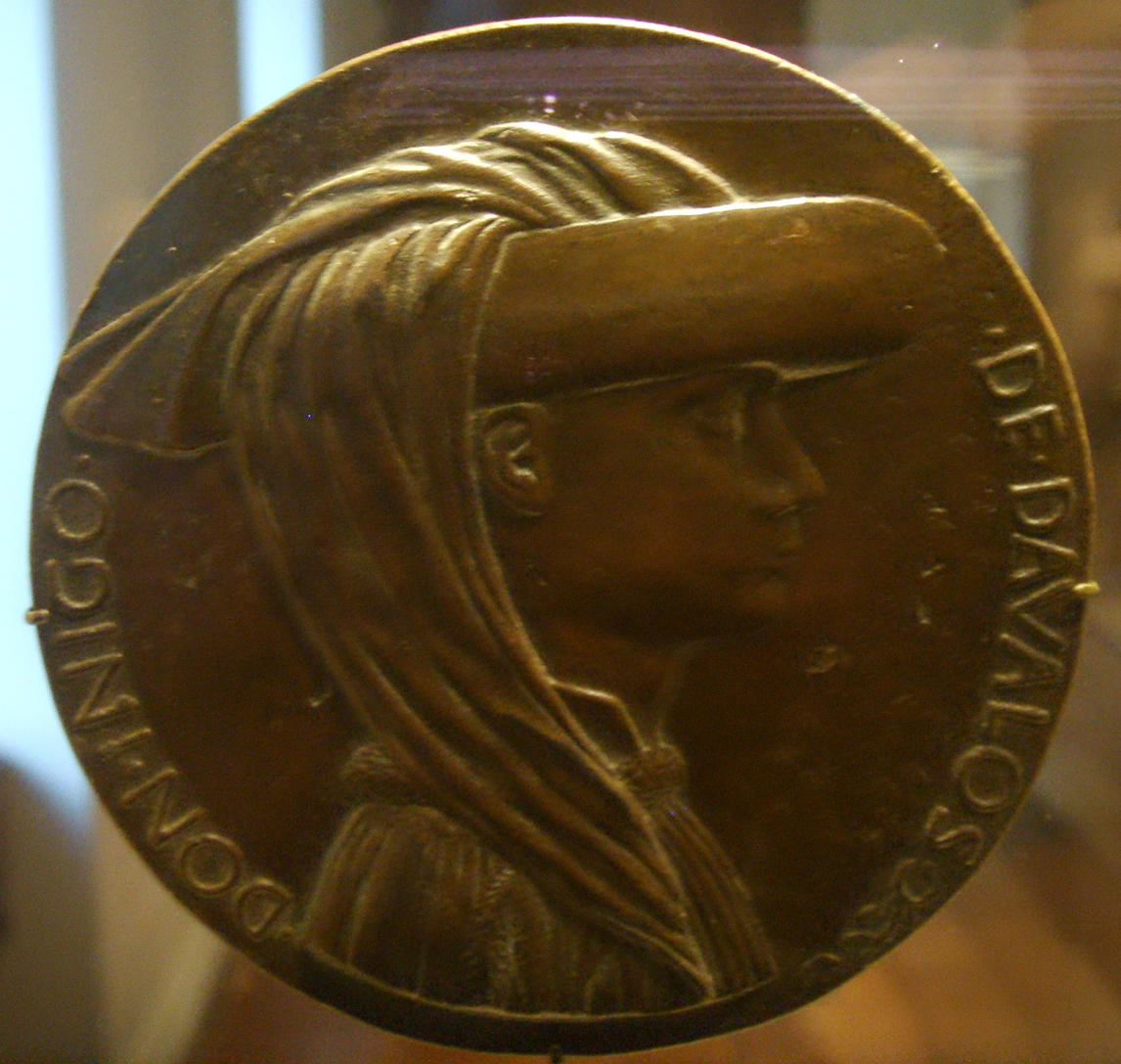
Иньиго д'Авалос